# Earl Old Person

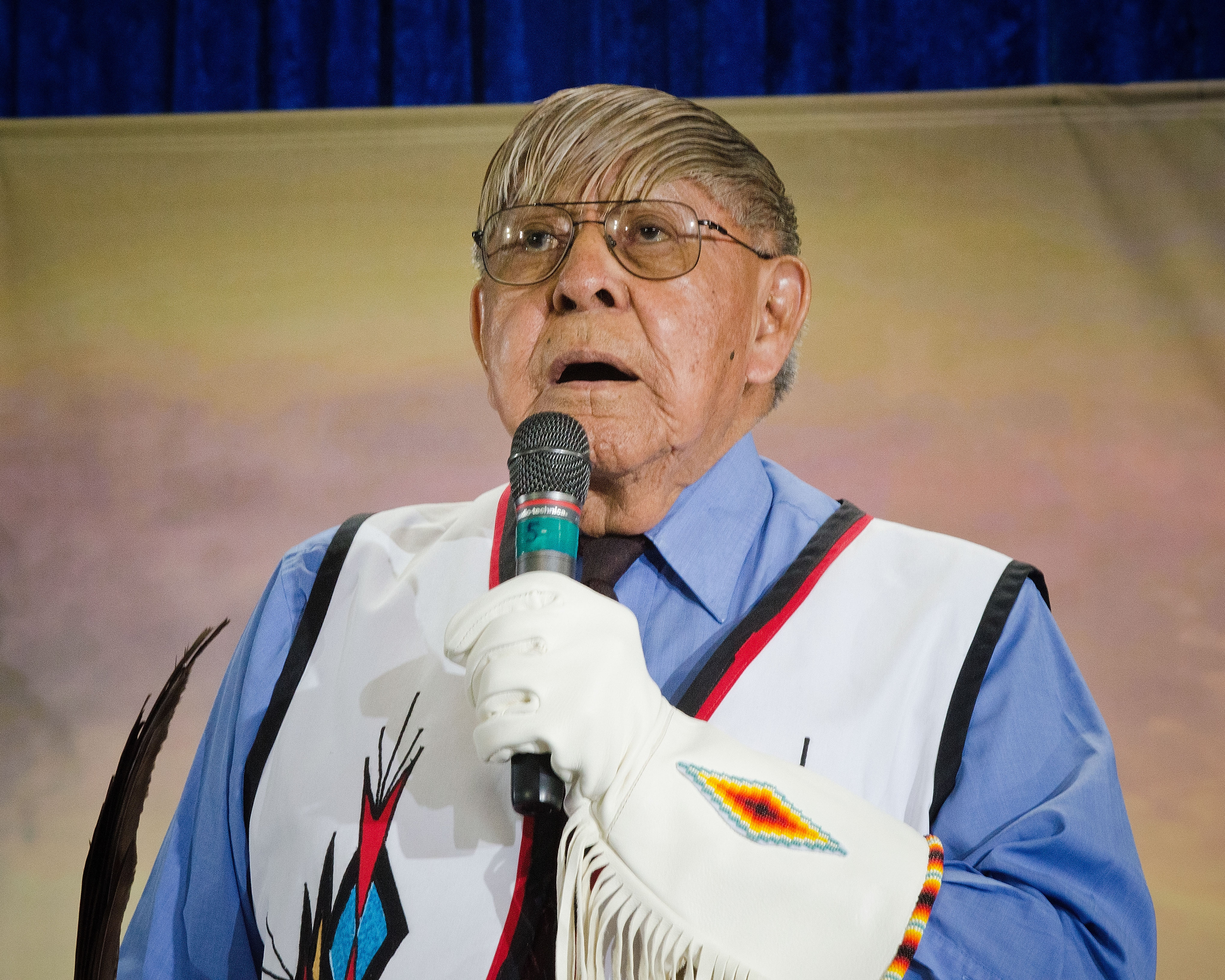
Earl Old Person a la celebració del 150è aniversari del Departament d'Agricultura dels Estats Units, el 2012.

Earl Old Person (Montana, 1929 - 13 octubre 2021) ha estat el cap dels blackfoots de Montana des del 1978, així com líder espiritual del seu poble.
Ha discutit nombrosos tractats amb el govern dels EUA i també ha discutit amb el del Canadà per defensar els drets de la seva gent. També ha construït nombrosos equipaments educatius a la reserva.